# Peace in the Valley (EP)
Peace in the Valley è un EP di Elvis Presley, pubblicato nell'aprile 1957 dalla RCA Victor Records (n. cat. EPA 4054).

## Descrizione
Il materiale incluso nell'EP proviene da sessioni svoltesi il 12, 13 e 19 gennaio 1957 presso gli studi Radio Recorders di Hollywood, California. Tutti e quattro i brani sono classici della musica gospel, inclusi due composti da Thomas A. Dorsey "il padre del gospel nero", e sono tutte reverenti in spirito, piuttosto che celebrative. Sei mesi dopo la pubblicazione dell'EP, le quattro tracce furono incluse nell'album Elvis' Christmas Album.

## Tracce
Lato 1
1. (There'll Be) Peace in the Valley (For Me) – 3:22 (Thomas A. Dorsey)
2. It Is No Secret (What God Can Do) – 3:53 (Stuart Hamblen)

Lato 2
1. I Believe – 2:05 (Ervin Drake, Irvin Graham, Jimmy Shirl, Al Stillman)
2. Take My Hand, Precious Lord – 3:16 (Dorsey)

## Formazione
The Blue Moon Boys
- Elvis Presley – voce solista, chitarra acustica
- Scotty Moore – chitarra elettrica
- Bill Black – contrabbasso
- D. J. Fontana – batteria

The Jordanaires
- Gordon Stoker – piano in Peace in the Valley, I Believe e Take My Hand, Precious Lord, cori
- Hoyt Hawkins – organo in It Is No Secret, cori
- Neal Matthews – cori
- Hugh Jarrett – cori

Musicisti aggiuntivi
- Dudley Brooks – piano in It Is No Secret